# بنو الجراح
بنو الجراح هم سلالة عربية حكمت فلسطين والبلقاء وجبل شمر على فترات متقطعة في أواخر القرن العاشر وأوائل القرن الحادي عشر الميلاديين. وصفهم المؤرخ والمستشرق الفرنسي كانار بأنهم كانوا لاعباً مهماً في الحروب البيزنطية الفاطمية في سوريا حيث "خلقوا لأنفسهم، ولمصلحتهم الخاصة، حكماً قائماً على الازدواجية والخيانة والنهب". كان بنو الجراح هم الأسرة الحاكمة لقبيلة طيء، التي كانت واحدة من القبائل الثلاث القوية في بلاد الشام وقتها إلى جانب قبيلتي كلب وكلاب.
ظهر بنو الجراح لأول مرة في المصادر الإسلامية كحلفاء للقرامطة، وبرزوا تحت قيادة زعيمهم المفرج بن دغفل. في عام 973، حصل المفرج على حكم فلسطين، مع الرملة كمركز للحكم، من الدولة الفاطمية مقابل الخدمات العسكرية. خسر المفرج حظوته لدى الفاطميين، الذين طردوا بني الجراح من فلسطين عندما نهبوا الرملة عام 981. بعد ذلك، داهم الجراحون قوافل الحج المتجهة إلى مكة مذبذبين بين الفاطميين والبيزنطيين والحكام المسلمين في الشام. بحلول عام 1011-1012، سيطر بنو الجراح على كل الأراضي داخل فلسطين حتى طبريا وتحدوا الفاطميين بإعلانهم الخليفة الخاص بهم، وهو أبو الفتوح الحسن بن جعفر، في الرملة. دفع الخليفة الفاطمي الحاكم بأمر الله لمفرج لإنهاء التمرد، لكنه بعد فترة وجيزة أرسل حملة ضد بني الجراح انتهت بطردهم من فلسطين.
توفي المفرج في 1013 وخلفه ابنه الحسن الذي استعاد السيطرة على فلسطين، وأدخل طيء في تحالف مع بني كلب وبني كلاب، وسيطر التحالف على سوريا حتى هزيمته في 1029 على يد الفاطميين في معركة يوم الأقحوانة. نتيجة لذلك، ارتحل بنو الجراح ليجاوروا حلفاءهم البيزنطيين بالقرب من أنطاكية. قاتل بنو الجراح إلى جانب البيزنطيين في عدة مواجهات مع قوى إسلامية إقليمية. بعد عام 1041، كانت هناك مجرد إشارات متفرقة إلى بني الجراح، وبالتحديد فيما يتعلق بأبناء أخي الحسن، حازم بن علي وحميد بن محمود في ستينات القرن العاشر، وحفيد حازم، الفضل بن ربيعة، الذي كان حليفاً في بعض الفترات للفاطميين والصليبيين والمزيديين والسلاجقة. وكان الفضل سلفًا لسلالة آل الفضل التي سيطر أمراؤها على بادية الشام حتى القرن الثامن عشر.

## النسب

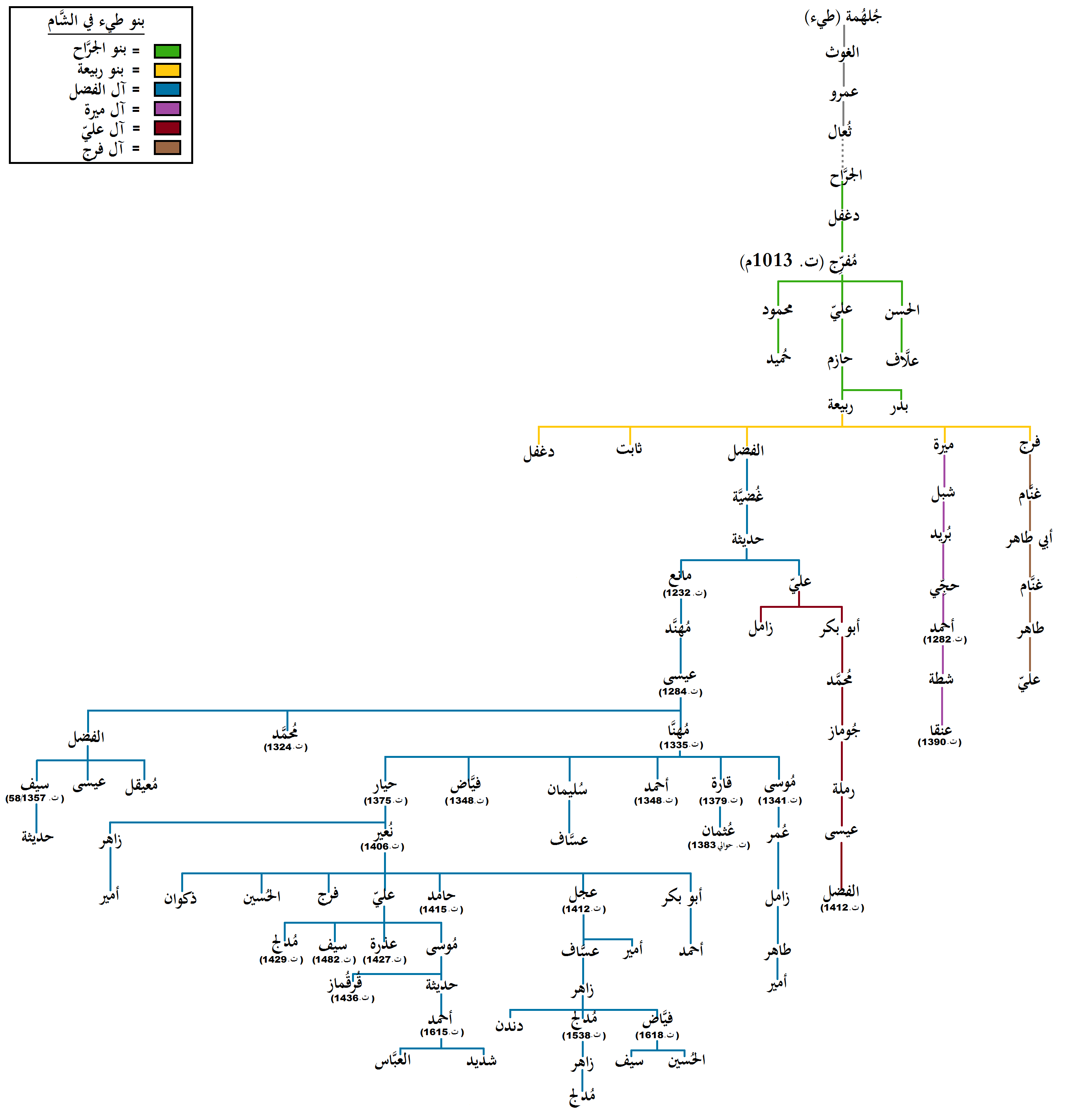
نسب بني الجراح وفروعهم

### الأسلاف
يعد مؤسسة عشيرة بني الجراح هو دغفل بن الجراح، ويرجع نسبه إلى بني لام من طيء.

### الفروع
يعد الفضل بن ربيعة أبا عشيرة آل الفضل clan, بينما تفرع من ميرة وفرج ابني ربيعة آل ميرة وآل فرج على الترتيب.. شكل مجموع هذه العشائر بني ربيعة، الذين سيطروا مع حلفائهم على مناطق بادية الشام بين وادي الفرات شمالاً ووسط نجد وشمال الحجاز جنوباً. خلال فترة الدولة الأيوبية في سوريا (1182–1260)، تعاقب أمراء آل الفضل وآل فرج على منصب أمير العرب، بينما صار المنصب خلال فترة الدولة المملوكية (1260–1516) متوارثاً في بيت آل الفضل، الذين حكموا البدو شمال سوريا وكان لهم عدة إقطاعات شملت تدمر والسلمية ومعرة النعمان وسرمين ودوما. كان لآل ميرة سلطة مشابهة تحت الحكم المملوكي وسمي المنصب بملك العرب في جنوب سوريا. استمر آل الفضل بممارسة النفوذ خلال حكم الدولة العثمانية.

## المنطقة
سيطر بنو الجراح على فترات متقطعة على مناطق فلسطين وسهل البلقاء شرق نهر الأردن وجبال الشراة جنوب شرق الأردن وجبل شمر وجبال طيء شمال شبه الجزيرة العربية. وكان وجودهم في فلسطين متقطعاً؛ حيث حكموا المنطقة خلال فترات 977–981/82، و1011–1013، و1024–1029، و حوالي 1041. خلال إحدى فترات الصراع مع الفاطميين، انتقل بنو الجراح بالقرب من تدمر في 1030، ثم في 1031 ارتحلوا إلى الروج.

## التاريخ

### البدايات
كان بنو الجراح هم العشيرة الحاكمة لقبيلة طيء. حكم بنو الجراح في البداية الحصون الموجودة في جبال الشراة. كان أول من ذكر من بني الجراح في المصادر التاريخية هو دغفل بن الجراح، حيث ورد ذكره كحليف للقرامطة. واتخذ من الرملة، عاصمة جند فلسطين مركزاً له. وفر دغفل ملاذاً آمنا لأحد ضباط حاكم القرامطة أبو طاهر الجنابي حينما رحل الأخير لقيادة حملة على الدولة الفاطمية في مصر في 972 م. بعد ذلك بعامين، كان شخص يدعى حسن بن الجراح (يحتمل أن يكون هو دغفل نفسه) قائداً للمساعدات في جيش القرامطة أثناء الغزو الثاني لمصر. قبل حسن هذا رشوة من المعز لدين الله الفاطمي لينشق عن صفوف القرامطة، وأدى ذلك إلى إضعاف قوة القرامطة وانهزامهم على ضواحي القاهرة وما أعقب ذلك من استعادة الفاطميين لفلسطين وسوريا حتى دمشق.

### فترة المفرج بن دغفل

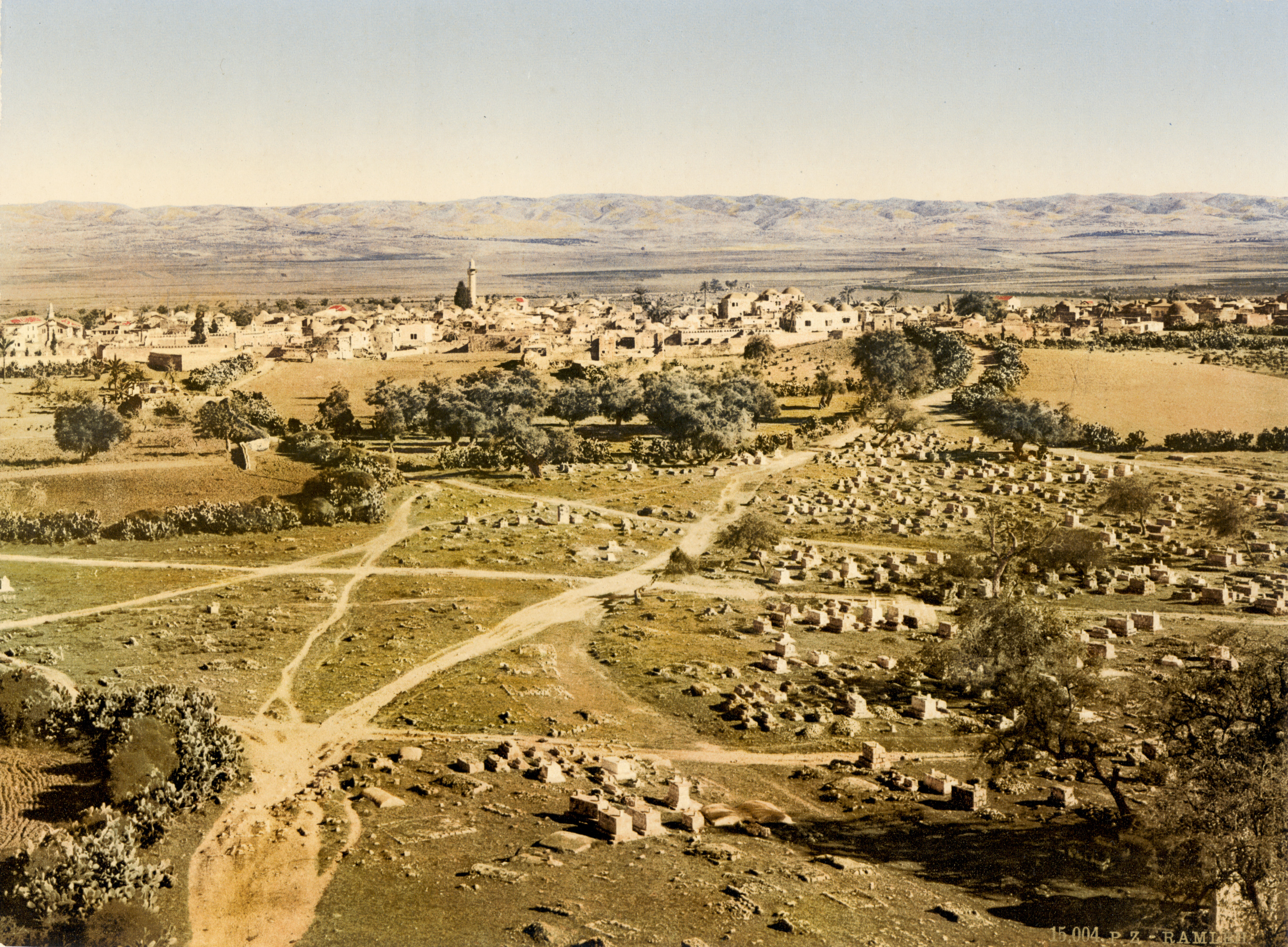
مدينة الرملة وتخومها في 1895. قام بنو الجراح تحت قيادة المفرج بن دغفل وابنه الحسن بحكم أو نهب الرملة على فترات متقطعة في أواخر القرن 10 وأوائل القرن 11.

ذكر المفرج بن دغفل في المصادر التاريخية في فترة صراع الفاطميين مع الفتكين، الذي كان قائداً بويهياً مدعوماً من القرامطة تمكن من السيطرة على دمشق. هزم الفتكين في معركة الرملة في 977، وأسره المفرج بين كفر سابا وقلنسوة وأسلمه للعزيز بالله مقابل جائزة 100 ألف دينار كان وعد بها لمن يأتي به. وحبس بنو الجراح الفتكين إما في يبنا أو تل الصافي جنوب فلسطين قبل تسليمه إلى الفاطميين. ومقابل دعم بني الجراح، جعل العزيز بالله المفرج والياً على الرملة.
في 979، عرض القائد الفاطمي فضل بن صالح على الأمير أبو تغلب الحمداني حكم الرملة بدلاً من بني الجراح؛ وبذل سعى فضل لتفكيك تحالف ناشئ حديثاً بين القوى العربية الرئيسية في المنطقة، وهم بنو الجراح والحمدانيون وبنو عقيل. هاجم أبو تغلب مع حلفائه من بني عقيل الرملة في أغسطس، إلا أنه هزم وأسر في 29 أغسطس بواسطة بني الجراح، الذين استعادوا ولاء فضل بذلك. وطلب الأخير من المفرج تسليم أبي تغلب للعزيز بالله، إلا أن المفرج خشي من استخدام الفاطميين لأبي تغلب ضدهم، فقتله المفرج وأرسل رأسه للعزيز بالله بدلاً من ذلك. ومثل قتل المفرج لأبي تغلب نهاية الحمدانيين.
انقلب فضل بعد ذلك بوقت قصير ضد المفرج، إلا أن العزيز بالله استدعاه للقاهرة، ليترك الساحة لبني الجراح كحكام فعليين لفلسطين. بين 979 و980، قام بنو الجراح بنهب وتخريب الرملة وريف فلسطين، مما أدى لحملة فاطمية ضدهم في 981. وفي ذلك العام، ثار بنو الجراح على الفاطميين بينما كان جيشهم يحاصر دمشق. وانضم إلى بني الجراح بقايا جيش أبي تغلب وكذلك حاكم طبريا. أجلى الفاطميون بني الجراح في النهاية من فلسطين ذلك العام، واتجهوا نحو الحجاز. في يونيو 982، داهم بنو الجراح قافلة حجيج عند عودتهم إلى دمشق من مكة. انطلقت حملة تأديبية أخرى من الفاطميين ضد بني الجراح، لكن الحملة هزمت عند أيلة. بعد ذلك عاد المفرج إلى فلسطين، ليتلقى الهزيمة مرة أخرى على يد الفاطميين. اتجه المفرج هذه المرة شمالاً نحو حمص ليجد ملاذاً آمنا من الحاكم الحمداني بكجور، في أواخر 982. في السنوات العشر التالية، تذبذب المفرج بين البيزنطيين وبكجور والفاطميين. بحلول 997، حاول بنو الجراح الإغارة على الرملة، لكن تم التصدي لهم وهاجروا إلى أجا وسلمى شمال شبه الجزيرة العربية.
في السنوات التالية، قام المفرج وأبناؤه علي والحسن ومحمود بمساعدة الحاكم بأمر الله في حملاته العسكرية. في 1012، لجأ الوزير الفاطمي أبو القاسم المغربي إلى الحسن بن مفرج.  في ذلك التوقيت، سيطر بنو الجراح على كل داخل فلسطين من الحدود مع مصر حتى طبريا. بتحالف الحسن وأبي القاسم، هاجم بنو الجراح وأسروا ياروخ، الذي بعثه الحاكم بأمر الله لتولي الحكم في دمشق، بالقرب من غزة بينما كان متوجهاً إلى دمشق. وتحالفا لغزو الرملة، وقتل الحسن ياروخ. واستمر التحدي لسلطة الحاكم بأمر الله بإعلانهم أبو الفتوح الحسن بن جعفر شريف مكة خليفة في الرملة.
 دفع الحاكم بأمر الله الأموال لبني الجراح لإنهاء تمردهم، وعاد أبو الفتوح إلى مكة، بينما فر أبو القاسم إلى العراق. استمر بنو الجراح في حكم فلسطين، وسعوا لتوطيد حكمهم بالاستعانة بدعم المسيحيين المحليين. ولتحقيق ذلك، ساهم المفرج في ترميم كنيسة القيامة التي دمرها الحاكم بأمر الله في السنوات السابقة.

### فترة الحسن

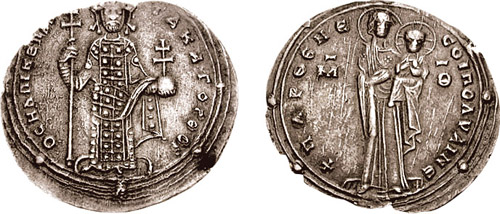
الإمبراطور الروماني رومانوس الثالث (منقوش على العملة) أقنع بني الجراح لنقل معسكراتهم قرب منطقته في أنطاكية، حيث كانوا حلفاء للبيزنطيين في حملاتهم ضد الدول الإسلامية في المنطقة.

غير الحاكم بأمر الله نهجه في التعامل مع بني الجراح من الدبلوماسية إلى القوة العسكرية العقابية في أغسطس 1013. استسلم علي ومحمود للجيش الفاطمي المتقدم، بينما قتل الحاكم المفرج بالسم. هرب الحسن، الذي كان يطمح لحكم فلسطين، لكنه لاحقاً طلب العفو من الحاكم، وفي المقابل أعاد له الحاكم الإقطاعات التي كانت للمفرج في فلسطين. فيما بعد، كان الحسن معاوناً للحاكم في حملاته على حلب.
في 1019، أدخل الحسن قبيلة طيء ممثلاً عنها في تحالف مع قبيلتي كلب بقيادة سنان بن سليمان وكلاب بقيادة صالح بن مرداس. كان الهدف من هذا التحالف بين القبائل العربية الثلاث الرئيسية في بلاد الشام هو منع السيطرة الخارجية على بادية الشام. ووفقاً لشروط الاتفاقية، سيحكم بنو الجراح فلسطين، بينما سيحكم بنو كلب دمشق وبنو كلاب بقيادة المرداسيين حلب. انتهت فترة الحاكم بأمر الله بوفاته الغامضة في 1021 وتبعه الخليفة الفاطمي الظاهر لإعزاز دين الله.
في 1023، عين الفاطميون أنوشتكين الدزبري كحاكم عسكري لفلسطين، وهو ما عارضه بنو الجراح. في 1024، قام أحد أبناء الحسن بالتعاون مع زعيم عشيرة بدوية آخر بنهب أيلة والعريش، وهو ما لم تتمكن حكومة الفاطميين المركزية من الرد عليه. في المقابل، أخذ أنوشتكين زمام المبادرة بانتزاع الضرائب من إقطاع الحسن في بيت جبرين وقطع العائد منها عنه، وانتهى ذلك بقتل جنود أنوشتكين. أدى ذلك التصعيد إلى وقوع صراع مع بني الجراح، خاصة بعدما سجن أنوشتكين اثنين من كبار مساعدي الحسن في عسقلان. أطلق بنو الجراح حرباً شاملة في سبتمبر لتحرير رجالهم، حيث خربوا طبريا وحاصروا الرملة وتمكنوا من تحرير رجالهم بتزوير وثائق إذن بالإفراج. واضطر الدزبري إلى الهرب إلى الرملة، التي نهبوها، وحصلوا بذلك على امتياز من الفاطميين بمنهحم نابلس كإقطاع دون القدس.
جددت قبائل طيء وكلب وكلاب تحالفهم في 1024/25، لكن طلبهم الدعم من البزنطيين قوبل بالرفض من الإمبراطور باسيل الثاني. رغم ذلك، فقد تمكنوا من هزيمة جيش فاطمي أطلقه الظاهر ذلك العام في عسقلان، ودخلوا الرملة. بعد وفاة سنان، مال ابن أخته وخليفته إلى صف الفاطميين، بينما وصل الجراحيون والمدراسيون تمردهم. هزمت القبيلتان في معركة الأقحوانة قرب بحيرة طبريا على يد الفاطميين بقيادة الدزبري في 1029، وهرب الحسن بعدها إلى فلسطين. نقل الفاطميون بالتبعية إقطاعات بني الجراح في فلسطين إلى قبائل عربية موالية.
عقد بنو الجراح والبيزنطيون تحالفاً في 1030. استقبل البيزنطيون مبعوثي الحسن في أنطاكية وأعطوهم علماً عليه صليب لتمثيل الحسن ورسالة فيها الوعد بإعادة فلسطين إلى قبيلتهم. كما اعتنقت القبيلة ظاهرياً المسيحية كجزء من اتفاق الجراحيين والبيزنطيين. هزم هذا التحالف البيزنطي الجراحي بعد فترة قصيرة على يد المرداسيين. جدد الحسن تحالفه السابق مع كلب، وهجموا على الفاطميين في حوران حتى تم اقتيادهم إلى تدمر في الصحراء. بعد ذلك، قام الإمبراطور رومانوس الثالث أرغيروس بإقناع الحسن وقبيلة طيء بنقل معسكراتهم قرب منطقة حكمه في أنطاكية، وهاجر 20,000 شخصاً من طيء إلى الروج شمال غرب سوريا. وقد واجهوا هناك هجومين من الفاطميين في قسطون وعناب. قام الجراحيون لاحقاً بحملة على أفامية نيابة عن البزنطيين، وساعدوهم في السيطرة على قلعة المنيقة في جبال الساحل السوري.
دخل البيزنطيون والفاطميون في مفاوضات للسلام في 1032، وكان الحسن حاضراً في المفاوضات التي عقدت في القسطنطينية. نص البيزنطيون على استعادة الجراحيين لحكم فلسطين تحت السيادة الفاطمية كشرط للسلام، لكن الظاهر رفض ذلك. أدى رفض الفاطميين لهذا الشرط لانهيار مفاوضات السلام بين الطرفين. في العام التالي، عرض الجراحيون ولاءهم للدزبري مقابل إقطاعاتهم في فلسطين، لكن محاولتهم باءت بالفشل. في النهاية أبرم الفاطميون والبيزنطيون معاهدة سلام ممتدة لعشر سنوات، دون الالتفات لمصالح الجراحيين، في 1035. فيما بعد، ورد ذكر الحسن وابنه علاف في بعض المناسبات، كمساعدتهم للبيزنطيين في الدفاع عن الرها من المروانيين والنميريين في 1035/36. في 1038، شارك الجراحيون في غزو الدزبري لحلب التي كانت تحت حكم المرداسيين. نتيجة لذلك، تم نقل الحسن للحبس في القسطنطينية حتى عام 1040 كوسيلة لمنع قبيلته ذات الولاء غير المستقر من مهاجمة أنطاكية. كان آخر ذكر للحسن في 1041، حيث سمح الفاطميون لبني الجراح بالعودة إلى فلسطين. وعارض الوالي الفاطمي لدمشق وقتها حكم الحسن لفلسطين.

### زعماء لاحقون
ورد ذكر بني الجراح في المصادر التاريخية في 1065/66، حيث دعم أولاد أخي الحسن حازم بن علي وحميد بن محمود عبد الشريف بن أبي الجن في محاولته لانتزاع السيطرة على دمشق من قوات الوزير الفاطمي بدر الدين الجمالي. بعد ذلك، قبض عليهم وأسروا في القاهرة. وطلب القائد ناصر الدولة بن حمدان من الفاطميين إطلاق سراحهم, في 1066/67. كان لحازم أبناء أسماؤهم بدر وربيعة. معظم المعلومات عن ربيعة في المصادر التاريخية غير واضحة، إلا أنه كان على الأرجح أميراً بدوياً من معاوني حاكم دمشق ظاهر الدين طغتكين البوري. ولم تذكر معلومات أكثر عنه في المصادر التاريخية، لكن وردت الإشارة إلى النشاط العسكري لابنيه ميرة والفضل. أولاده الآخرون هم دغفل وثابت وفرج.
ذكر ابن الأثير الجزري في كتابه الكامل في التاريخ فضلاً كأمير كان في 1107/08, مذبذباً بين الصليبيين، الذين غزوا الساحل الشامي في 1099، والفاطميين، الذين كان حكمهم محدوداً إلى مصر في 1071. دفع هذا طغتكين لطرد الفضل من الشام، فلجأ إلى صدقة بن مزيد زعيم الإمارة المزيدية في العراق وتحالف معه، قبل أن يميل إلى السلاجقة. عندما قرر السلطان السلجوقي ألب أرسلان السير لقتال صدقة، استأذنه الفضل في إتيان البرية لقطع الطريق على صدقة إن أراد الهرب، فأذن له بذلك، فعبر بالأنبار، وهنا يقول ابن الأثير :"وكان آخر العهد به".

## قائمة الزعماء
| الاسم                     | فترة الحكم      | ملاحظات                                                                                  |
| ------------------------- | --------------- | ---------------------------------------------------------------------------------------- |
| دغفل بن الجراح            | 971–977         | أول من ذكر من بني الجراح في المصادر التاريخية.                                           |
| المفرج بن دغفل            | 977–1013        | ابن دغفل. حكم فلسطين نيابة عن الفاطميين، وتخلل حكمه فترات من التمرد عليهم والتحالف معهم. |
| الحسن بن المفرج           | 1013–1041(?)    | ابن المفرج. حكم فلسطين نيابة عن الفاطميين ثم تحالف لاحقاً مع البيزنطيين.                  |
| حازم بن علي حميد بن محمود | حوالي 1065–1067 | أولاد أخي الحسن. لا يعرف عنهم الكثير غير تمردهم على الفاطميين.                           |
| ربيعة بن حازم             | أوائل القرن 12. | لا تتوفر معلومات عن حياته.                                                               |
| الفضل بن ربيعة            | حوالي 1107      | ابن ربيعة. أبو سلالة آل الفضل التي حكمت بادية الشام حتى القرن الثامن عشر.                |